# Michael Behe
Pour les articles homonymes, voir Béhé (homonymie).
 (juin 2024).
Si vous disposez d'ouvrages ou d'articles de référence ou si vous connaissez des sites web de qualité traitant du thème abordé ici, merci de compléter l'article en donnant les références utiles à sa vérifiabilité et en les liant à la section « Notes et références ».
Michael J. Behe, né le 18 janvier 1952, est professeur de biologie moléculaire à l'université de Lehigh aux États-Unis. Il est surtout connu pour son concept de complexité irréductible et ses multiples prises de position en faveur du dessein intelligent (intelligent design). Il est membre du Discovery Institute, un think tank de la droite religieuse américaine.

## Ouvrages
- (en) Michael Behe, Darwin's Black Box, New York, The Free Press, 1996 (ISBN 0-684-83493-6)
- Michael Behe (trad. Gilbert Thill et Alessia Weil, préf. Pierre Perrier), La Boîte Noire de Darwin : L'Intelligent Design [« Darwin's Black Box »], Paris, Presses de la Renaissance, 2009 (ISBN 978-2-7509-0432-6)